# Chrysochlorosia callistia
Chrysochlorosia callistia là một loài bướm đêm thuộc phân họ Arctiinae, họ Erebidae.